# Oxygène (альбом)
Oxygène (с фр. — «Кислород») — первый мейнстримовый студийный альбом Жана-Мишеля Жарра, вышедший в 1976 году. Поскольку все ранние альбомы Жарра были малотиражными и экспериментальными, именно Oxygene считается для него дебютным.

## Об альбоме
Oxygène один из ранних образцов музыки эмбиент — это медленная, лёгкая и медитативная электроника. Несмотря на то, что в прессе звучание диска часто называют «космическим», сам Жан-Мишель в интервью рассказал, что пытался в музыке выразить движение атмосферы Земли, о чём и говорит название.
Жан-Мишель Жарр сочинил и записал Oxygène за восемь месяцев, используя несколько аналоговых синтезаторов и восьмидорожечный магнитофон, установленный на кухне его квартиры. Согласно надписи на вкладке к диску, микширование было выполнено на студии Gang в Париже с августа по ноябрь 1976 года.
Альбом оказал большое влияние на электронную музыку, его называли «революционным». 
В мире продано более 15 миллионов копий диска.
В 1997 году был выпущен альбом Oxygène 7–13, позиционируемый как продолжение Oxygène. 

В 2007 году, по случаю 30-летия выхода Oxygène был перезаписан с небольшими изменениями в звучании (как Oxygène: New Master Recording); причём помимо оригинального альбома было записано видео "Live in your living room", где собравшиеся музыканты исполняли весь альбом и записанные прелюдии. По случаю этого события Жарр дал тур по Европе, куда были включены Москва и Санкт-Петербург.
В 2016 году был выпущен альбом Oxygène 3, включащий в себя части 14-20 одноимённой композиции. 
По словам композитора, это последний альбом из серии, Oxygène 4 не планируется.

## Последующая судьба альбома
- Звукозаписывающие компании отказывались издавать этот альбом. Согласился только владелец Disques Motors[фр.] Франсис Дрейфус, муж одноклассницы Жарра, и тот поначалу рассчитывал продать не больше 50 тысяч копий.
- В 1996 году ограниченным тиражом вышел альбом Oxygène (trance remix), в котором представлены ремиксы оригинальных треков альбома 1976 года.

## Список композиций
1. «Oxygène (Part I)» — 7:40
2. «Oxygène (Part II)» — 8:20
3. «Oxygène (Part III)» — 2:50
4. «Oxygène (Part IV)» — 3:50
5. «Oxygène (Part V)» — 11:10
6. «Oxygène (Part VI)» — 5:55

## Участники записи
- Жан-Мишель Жарр
- Звукорежиссёр: Жан-Пьер Жаньо
- Ассистент: Патрик Фулон
- Оригинальная обложка диска: Мишель Гранже[англ.]

## Позиции в хит-парадах
Годовые чарты:
| Хит-парад (1977)             | Позиция |
| ---------------------------- | ------- |
| Великобритания (Gallup Poll) | 20      |
| Нидерланды (Buma/Stemra)     | 38      |